# Tetragnatha kolosvaryi
Tetragnatha kolosvaryi là một loài nhện trong họ Tetragnathidae.
Loài này thuộc chi Tetragnatha. Tetragnatha kolosvaryi được miêu tả năm 1949 bởi Caporiacco.